# Fortnight
«Fortnight» (укр. Два тижні) — пісня американської співачки Тейлор Свіфт при участі Post Malone з її одинадцятого студійного альбому The Tortured Poets Department. Вона була написана виконавцями у спільній праці з Джеком Антоноффом, який спродюсував пісню разом зі співачкою. Композиція була випущена в якості першого синглу з альбому 19 квітня 2024 року. Текст пісні розповідає про сусідів, які не втратили почуття до один одного після минулих недовготривалих стосунків, але одружились з іншими людьми.
За перший день «Fortnight» встановила рекорд як найбільш прослуховувана пісня за добу в історії Spotify. Після першого тижня композиція багаторазово зайняла перші місця в музичних чартах світу, зокрема в Австралії, Великої Британії, Канаді та США, а також у світовому чарті Billboard.

## Передумови та історія створення

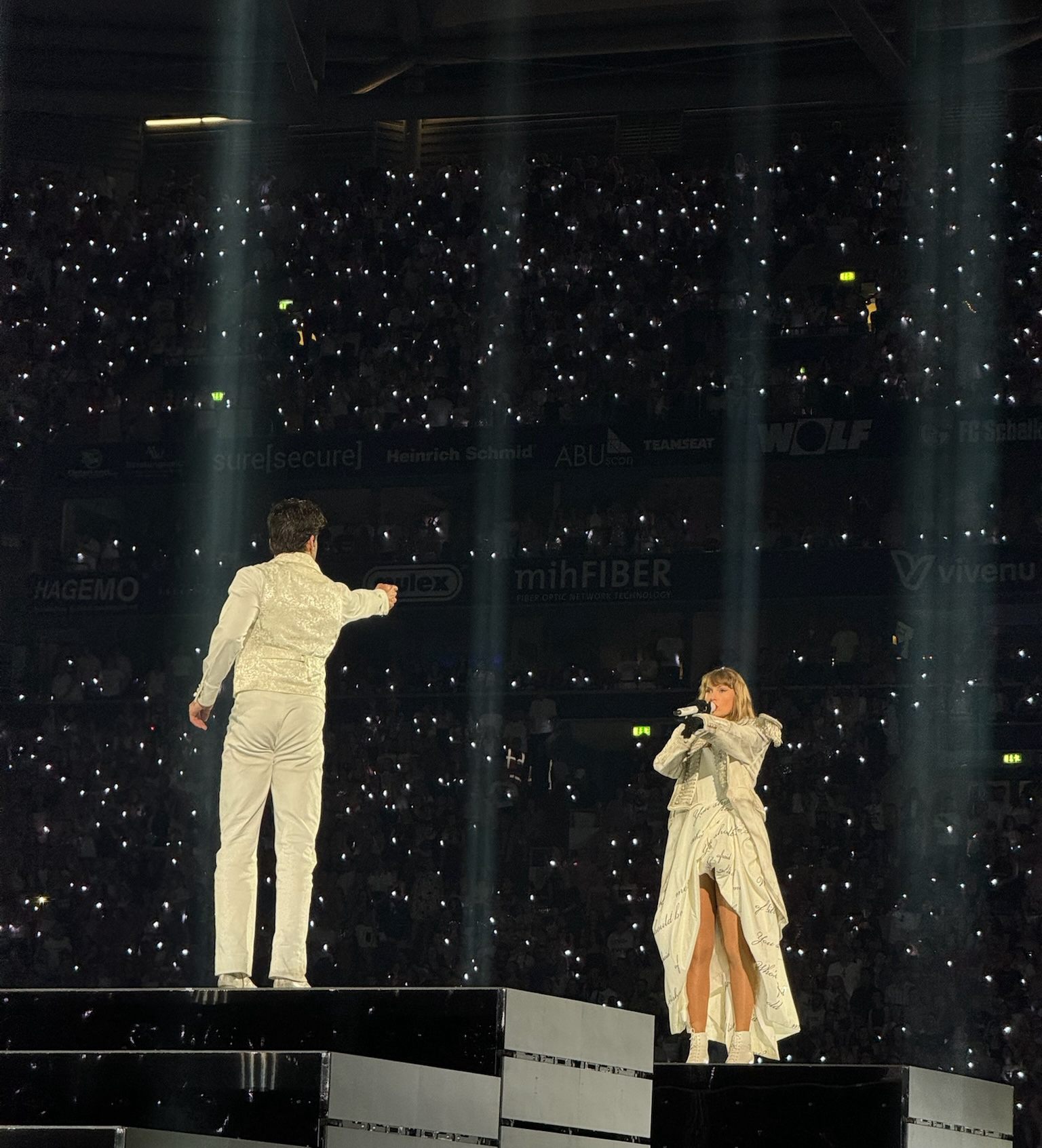
Тейлор Свіфт виконує «Fortnight» під час The Eras Tour.

Тейлор Свіфт почала писати The Tortured Poets Departament незадовго після виходу Midnights, а також протягом її музичного турне The Eras Tour. Під час гастролей, розповідаючи про альбом, співачка назвала процес його написання своїм «рятувальним кругом».
Першою спільною роботою Тейлор Свіфт та Джека Антоноффа стала пісня «Sweeter Than Fiction» 2013 року для фільму «Мрії збуваються!». Випущена пісня у жанрі синті-попу стала провісником одного з найуспішніших альбомів співачки 1989 і послужила початком їхньої подальшої спільної праці, з того часу Антонофф брав участь у створенні усіх майбутніх альбомів виконавиці. Перед цим десятий студійний альбом співачки Midnights, на якому Джек Антонофф був головним продюсером, отримав великий комерційний успіх, визнання від критиків та видань. На 66-й церемонії «Ґреммі» 4 лютого 2024 року Midnights переміг у номінаціях «Альбом року» та «Поп-альбом року». На тій самій церемонії Джек Антонофф отримав нагороду як «Продюсер року». Під час отримання першої з двох нагород Свіфт анонсувала свій одинадцятий студійний альбом The Tortured Poets Department. Наприкінці лютого 2024 року видання Los Angeles Times повідомило про те, що Джек Антонофф став продюсером альбому The Tortured Poets Department.
Дружні стосунки між Тейлор Свіфт та Остіном Постом, більш відомим під псевдонімом Post Malone, отримали свій початок у 2018 році, коли Свіфт зробила комплімент пісні виконавця за кулісами премії Billboard Music Awards 2018 року. Пізніше виконавець поділився тим, що схвалення Свіфт стало для нього дуже надихаючим та важливим. У жовтні 2023 року Остін розповів, що почав проводити час разом з нею та назвав співачку «одною з найбільш добрих та уважних людей і дивовижною авторкою пісень».

## Композиція та текст пісні
Я завжди уявляла, що ця історія трапилась в якомусь американському містечку, де американська мрія, про яку ви думали, не трапилася з вами. Ви опинилися не з людиною, яку любили, і тепер вам доводиться просто жити з цим кожен день, гадаючи, що було б, якщо б ви зустрілися. І це насправді досить трагічна концепція. Тому я просто писала з цієї точки зору.
Мелодія пісні «Fortnight» є поєднанням попмузики та альтернативного року. Інструментально вона є поєднанням синтезатора з ударними і акустичною та електронною гітарами. Її текст представляє із себе баладу про двох одружених сусідів, що мали роман протягом двох тижнів. Композиція виконана у стилі даунтемпо, повільної електронної синті-поп музики.
Головною героїнею пісні є оповідачка, одружена жінка у виконанні Тейлор Свіфт, яка є сусідкою іншого героя, з яким вони зустрічались лише два тижні. Вона не може забути ці недовгі стосунки і почувається нещасною: її життя перетворилось на рутину, а чоловік зраджує їй: «Кожен мій ранок — понеділок, що застряг у нескінченому лютні <…> Мій чоловік мені зраджує, я хочу його вбити». Вона страждала від алкогольної залежності, допоки це не почали помічати оточуючи: «Мене мали відіслати, але вони забули мене забрати. Я була алкоголічкою до поки мою нову естетику не почали помічати». Її звернення до колишнього коханого демонструють, що вона все ще відчуває образу: «Я лише сподіваюсь, що з тобою все добре, але ти ― причина. Немає кого тут звинувачувати, але як щодо твоєї мовчазної зради?».  Другим героєм пісні є інший оповідач, одружений чоловік у виконанні Post Malone. Він колись мав недовгі стосунки з головною героїнею пісні, які сильно вплинули на неї. Оповідачка співає про це: «І на два тижні ми були разом назавжди. Подекуди стикнемось, ти похвалиш мій светр. Зараз ти перед поштовою скринькою, граємо гарних сусідів». Оповідач думав про те, щоб зателефонувати їй, але був впевнений, що вона не відповість на дзвінок. Тим не менш, почуття, що були між ними, залишились взаємними: «Я кохаю тебе, це руйнує моє життя».  

## Музичне відео
20 квітня 2024 року до пісні «Fortnight» вийшло музичне відео при співробітництві Taylor Swift Productions та Object & Animal. Режисером музичного відео була Тейлор Свіфт, вона працювала над відео разом з кінооператором Родріго Прієто, кінопродюсеркою Жиль Гардін, режисером Чанлером Хейнсом та художником-постановником Ітаном Тобманом. Головні ролі виконали Тейлор Свіфт і Post Malone. Воно було вшановано 6 номінаціями на MTV Video Music Awards, а саме у номінаціях «Відео року», «Найкраща режисура», «Найкращий монтаж», «Найкраще художнє керівництво» та «Найкращі візуальні ефекти».
Музичне відео починається з головною героїні, яка пристебнута наручниками до ліжка у палаті психіатричної лікарні. До неї заходить невідома людина з ліками, на яких написано: «Забути його». Після того, як Свіфт приймає пігулку, її звільняють від наручників і вона підходить до дзеркала. Дивлячись на своє відображення у дзеркалі, вона проводить рушником по своєму обличчю, на якому починають проявлятися татуювання. Вони повертають її спогади і вона виходить із палати, опиняючись в офісі з друкарськими машинками. Почавши працю, вона зустрічає чоловіка з татуюваннями, що були на її обличчі. Він також працює з друкарською машинкою. Їх історії починають об'єднуватись і вона обидва опиняються посеред дороги, заповненого пустими аркушами. Вони почуваються щасливими, після чого підіймається вітер і головна героїня простягає руку до чоловіка. Вона знову опиняється у психіатричній лікарні, де над нею проводять шокову терапію. Серед лікарів знаходиться чоловік, в якого вона закохана. Коли той перевіряє її показники, він бачить, що її кардіограма серця перетворюється на рядки зі словами: «Я кохаю тебе. Це руйнує моє життя». Коли лікарі подали струм для початку терапії, це призводить до перенапруження, після чого чоловік звільняє її. Далі головний герой намагається додзвонитись до коханої, коли та знаходиться над його телефоную будкою посеред скель. У наступних кадрах нам показують як вона руйнує палату та знаходиться посеред палаючих аркушів у офісі, намагаючись знищити рукописи. У останній сцені чоловік допомагає їй зійти з телефонною будки.

## Визнання та рецензії
Виконавчий директор музичного відділу Billboard Джейсон Ліпшуц виразив своє захоплення поєднанням голосів Тейлор Свіфт та Post Malone. Він зазначив, що артисти разом створюють чудовий бридж, що має власний «чарівний шарм», а сама пісня є чудовим початком альбому. Робб Шеффілд з Rolling Stone і Мікаель Вуд з Los Angeles Times також схвалили участь Post Malone у пісні. Девід Коулман з No Ripcord назвав «Fortnight» одним із найбільш вражаючих моментів альбому. Росс Хортон з musicOMH.com описав пісню як ту, що «не схожа ні на що, що робила Свіфт за останні роки» та також додав її до списку найкращих. Еллі Розенблум з CNN назвала пісню «динамічним першим треком» та похвалила поєднання голосів виконавців. Лорен Вебб, розповідаючи про «Fortnight», виразила захоплення здатністю Свіфт знаходити нове звучання не зважаючи на її вже містку дискографію, написавши, що вона «нагадує потужні балади 1980-х років у виконанні Cutting Crew, Roxette і навіть Філа Колінза», а також залишила позитивний відгук щодо продюсування від Джека Антоноффа, що надає відчуття ностальгії.
Пісня «Fortnight» отримала 8 номінацій на премії MTV Video Music Awards 2024 року, зокрема у категоріях «Відео року», «Пісня року» та «Найкраща колаборація».

## Комерційний успіх
За перший день пісня «Fortnight» встановила рекорд як найбільш прослуховувана пісня за добу в історії Spotify. За перший тиждень після виходу альбому The Tortured Poets Department Тейлор Свіфт зайняла весь топ-14 чарту Billboard Hot 100, що стало абсолютним рекордом. Серед них «Fortnight» посіла перше місце. До цього вона встановила аналогічний рекорд при виході альбому Midngihts, ставши першою людиною, що зайняла весь топ-10 чарту. Композиція зайняла перші місця у багатьох країнах світу, зокрема в чартах Австралії, Великої Британії, Індії, Канади, Малайзії, Нової Зеландії та США. Вона також посіла перше місце у світовому чарті Billboard[⇨]. Пісня отримала золоті сертифікації у Великій Британії, Іспанії, Польщі, Франції й отримала платиновий статус в Австралії, Новій Зеландії та Португалії[⇨].

## Чарти
| Чарт (2024)                               | Найвища позиція |
| ----------------------------------------- | --------------- |
| Аргентина (Argentina Hot 100)             | 22              |
| Австралія (ARIA)                          | 1               |
| Австрія (Ö3 Austria Top 75)               | 2               |
| Бельгія (Ultratop Flanders)               | 4               |
| Бельгія (Ultratop Wallonia)               | 22              |
| Бразилія (Brasil Hot 100)                 | 12              |
| Канада (Canadian Hot 100)                 | 1               |
| Канада (AC) (Billboard)                   | 6               |
| Канада (CHR/Top 40) (Billboard)           | 3               |
| Канада (Hot AC) (Billboard)               | 2               |
| Коста-Ріка (FONOTICA)                     | 14              |
| Хорватія (Billboard)                      | 6               |
| Хорватія (HRT)                            | 11              |
| Чехія (IFPI)                              | 7               |
| Чехія (Singles Digitál Top 100)           | 8               |
| Данія (Tracklisten)                       | 2               |
| Еквадор (Billboard)                       | 25              |
| Фінляндія (Suomen virallinen lista)       | 17              |
| Франція (SNEP)                            | 19              |
| Німеччина (Media Control AG)              | 2               |
| Billboard Global 200                      | 1               |
| Гонконг (Billboard)                       | 1               |
| Угорщина (Single Top 40)                  | 24              |
| Ісландія (Plötutíðindi)                   | 5               |
| Індія (International) (IMI)               | 1               |
| Індонезія (Billboard)                     | 5               |
| Ірландія (IRMA)                           | 2               |
| Ізраїль (Media Forest)                    | 1               |
| Італія (FIMI)                             | 22              |
| Японія (Japan Hot 100)                    | 37              |
| Латвія (LAIPA)                            | 4               |
| Ліван (Lebanese Top 20)                   | 9               |
| Литва (AGATA)                             | 4               |
| Люксембург (Billboard)                    | 4               |
| Малайзія (Billboard)                      | 1               |
| Малайзія (International) (RIM)            | 1               |
| MENA (IFPI)                               | 2               |
| Нідерланди (Dutch Top 40)                 | 21              |
| Нідерланди (Mega Single Top 100)          | 8               |
| Нова Зеландія (RIANZ)                     | 1               |
| Норвегія (VG-lista)                       | 4               |
| Панама (PRODUCE)                          | 49              |
| Перу (Billboard)                          | 19              |
| Філіппіни (Billboard)                     | 1               |
| Польща (Polish Streaming Top 100)         | 16              |
| Португалія (AFP)                          | 2               |
| Сан-Марино (SMRRTV Top 50)                | 44              |
| Саудівська Аравія (IFPI)                  | 3               |
| Сінґапур (RIAS)                           | 1               |
| Словаччина (IFPI)                         | 22              |
| Словаччина (Singles Digitál Top 100)      | 8               |
| Південна Корея (Circle)                   | 116             |
| Іспанія (PROMUSICAE)                      | 16              |
| Швеція (Sverigetopplistan)                | 4               |
| Швейцарія (Media Control AG)              | 3               |
| Тайвань (Billboard)                       | 2               |
| ОАЕ (IFPI)                                | 1               |
| Велика Британія (Official Charts Company) | 1               |
| США (Billboard Hot 100)                   | 1               |
| США (Adult Contemporary) (Billboard)      | 11              |
| США (Adult Top 40) (Billboard)            | 1               |
| США (Hot Dance Airplay) (Billboard)       | 13              |
| США (Mainstream Top 40) (Billboard)       | 5               |

## Сертифікації
}}
}}
| Регіон                                                      | Сертифікація | Продажі |
| ----------------------------------------------------------- | ------------ | ------- |
| Австралія (ARIA)                                            | Платиновий   | 70 000  |
| Франція (SNEP)                                              | Золотий      | 100 000 |
| Нова Зеландія (RIANZ)                                       | Платиновий   | 30 000  |
| Польща (ZPAV)                                               | Золотий      | 25 000  |
| Португалія (AFP)                                            | Платиновий   | 10 000  |
| Іспанія (PROMUSICAE)                                        | Золотий      | 30 000  |
| Велика Британія (BPI)                                       | Золотий      | 400 000 |
| продажі+прослуховування, що базуються лише на сертифікаціях |              |         |

## Учасники запису
Учасники запису взяти за інформацією зі статті Pitchfork. 
- Акустична гітара: Джек Антонофф
- Виконавці: Джек Антонофф, Луї Белл, Остін Пост, Шон Хатчінсон, Тейлор Свіфт
- Інженери звукозапису: Джек Меннінг, Джон Шер, Лорен Маркес
- Ударні: Джек Антонофф, Шон Хатчінсон
- Електрогітара: Джек Антонофф
- Запрошений виконавець: Остін Пост
- Мастеринг-інженери: Ренді Меррілл, Раян Сміт
- Інженер мікшування: Брайс Бордоне
- Зведення: Serban Ghenea
- Перкусія: Джек Антонофф
- Програмування: Джек Антонофф
- Інженер звукозапису: Лаура Сіск, Майкл Ріддлбергер, Олі Джейкобс, Шон Хатчінсон
- Персонал студії: Брайс Бордоне, Джек Меннінг, Джон Шер, Лора Сіск, Лорен Маркес, Луї Белл, Майкл Ріддлбергер, Олі Джейкобс, Ренді Меррілл, Раян Сміт, Шон Хатчінсон, Сербан Геніа
- Синтезатор: Джек Антонофф
- Звукорежисер: Луї Белл
- Вокальний продюсер: Луї Белл
- Вокал: Остін Пост, Тейлор Свіфт